# الفارس (سرار)

تعديل مصدري - تعديل

الفارس هي إحدى قرى عزلة سرار بمديرية سرار التابعة لمحافظة أبين، بلغ تعداد سكانها 110 نسمة حسب تعداد اليمن لعام 2004.